# Warwick Goble
Warwick Waterman Goble (Dalston, 22 novembre 1862 – 22 gennaio 1943) è stato un illustratore britannico di libri per bambini.

## Biografia

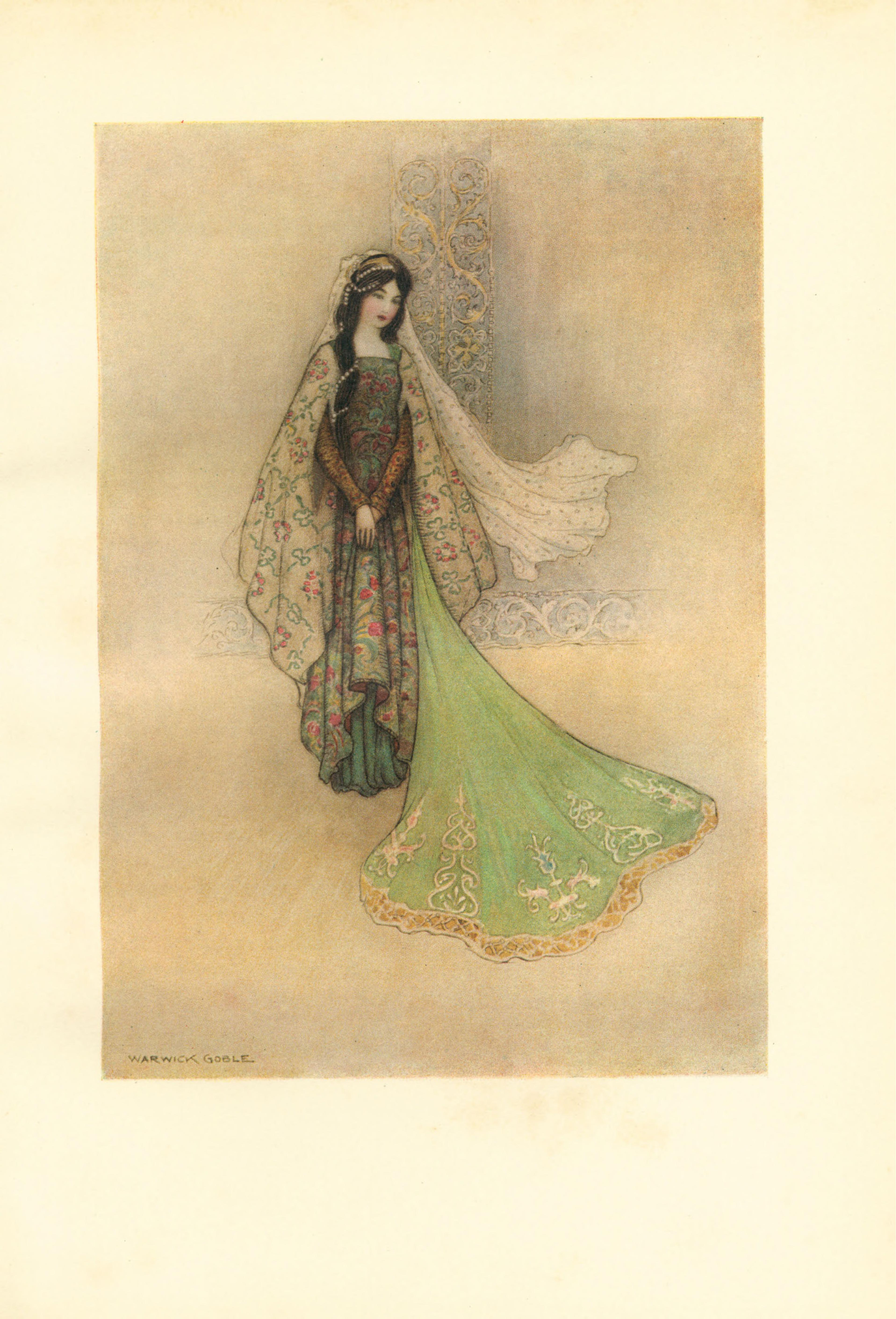
Illustrazione per un'edizione inglese del Pentamerone.

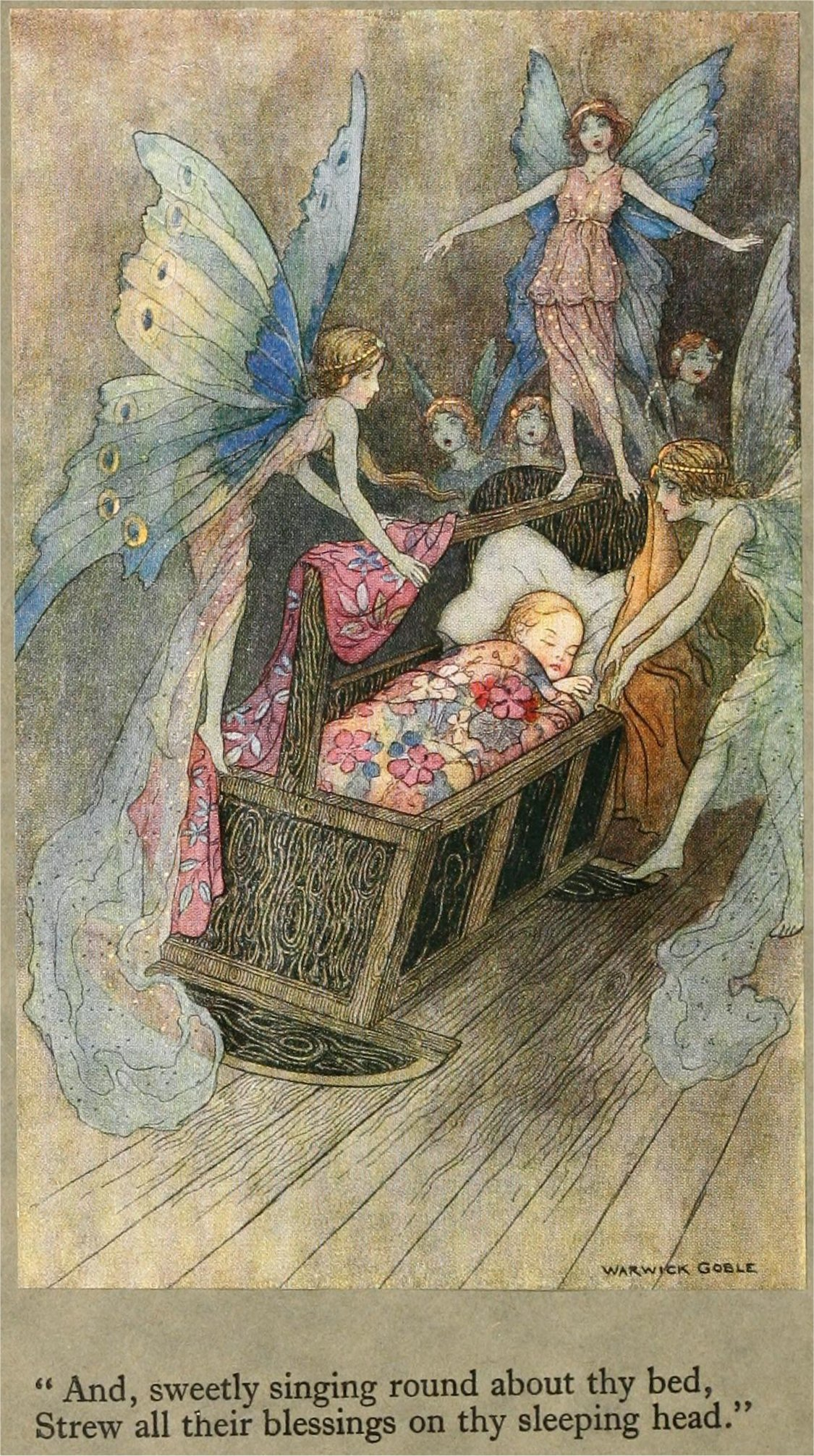
Fate intorno a un bambino che dorme, dentro una culla a dondolo.

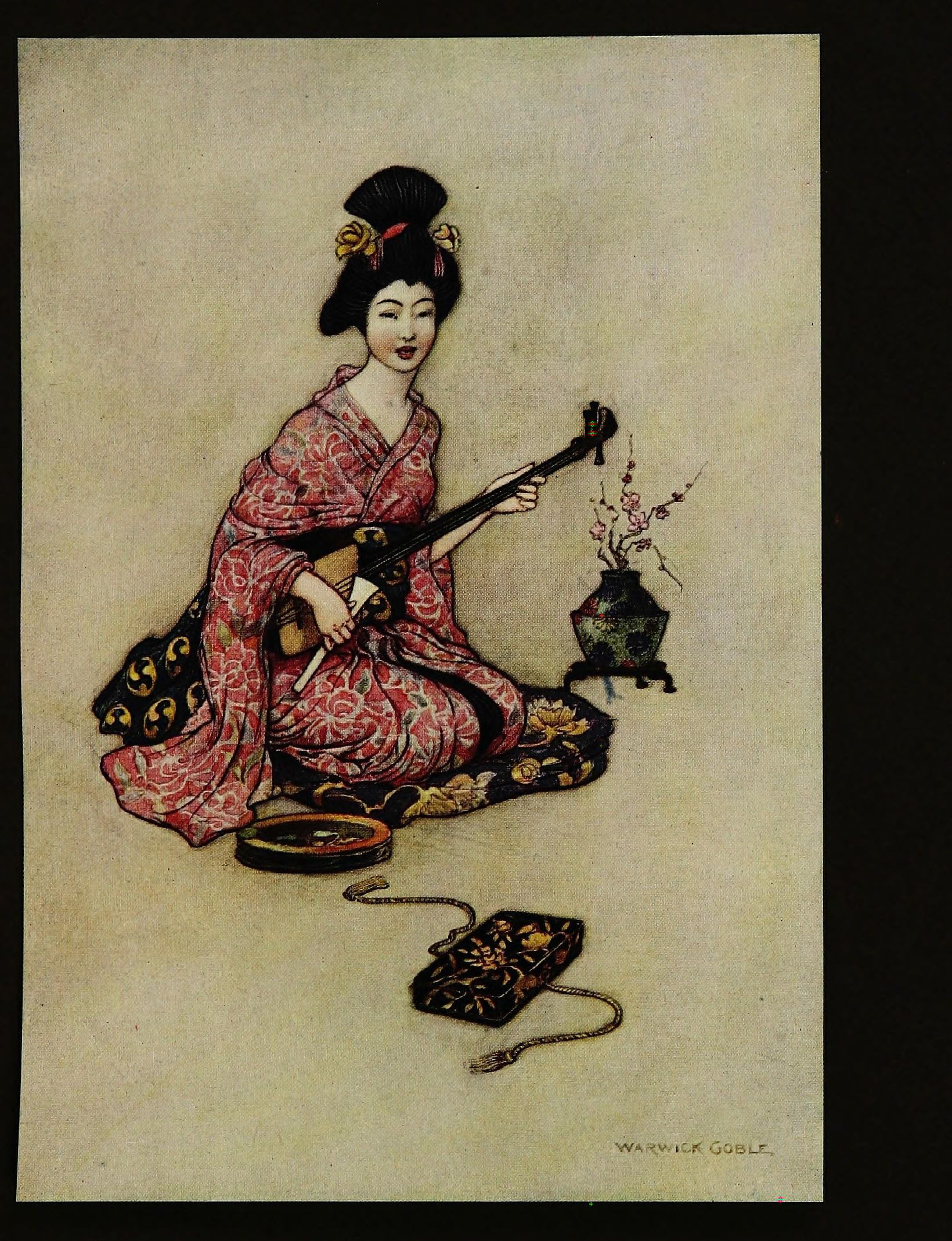
Il salice verde e altre fiabe giapponesi (1910).

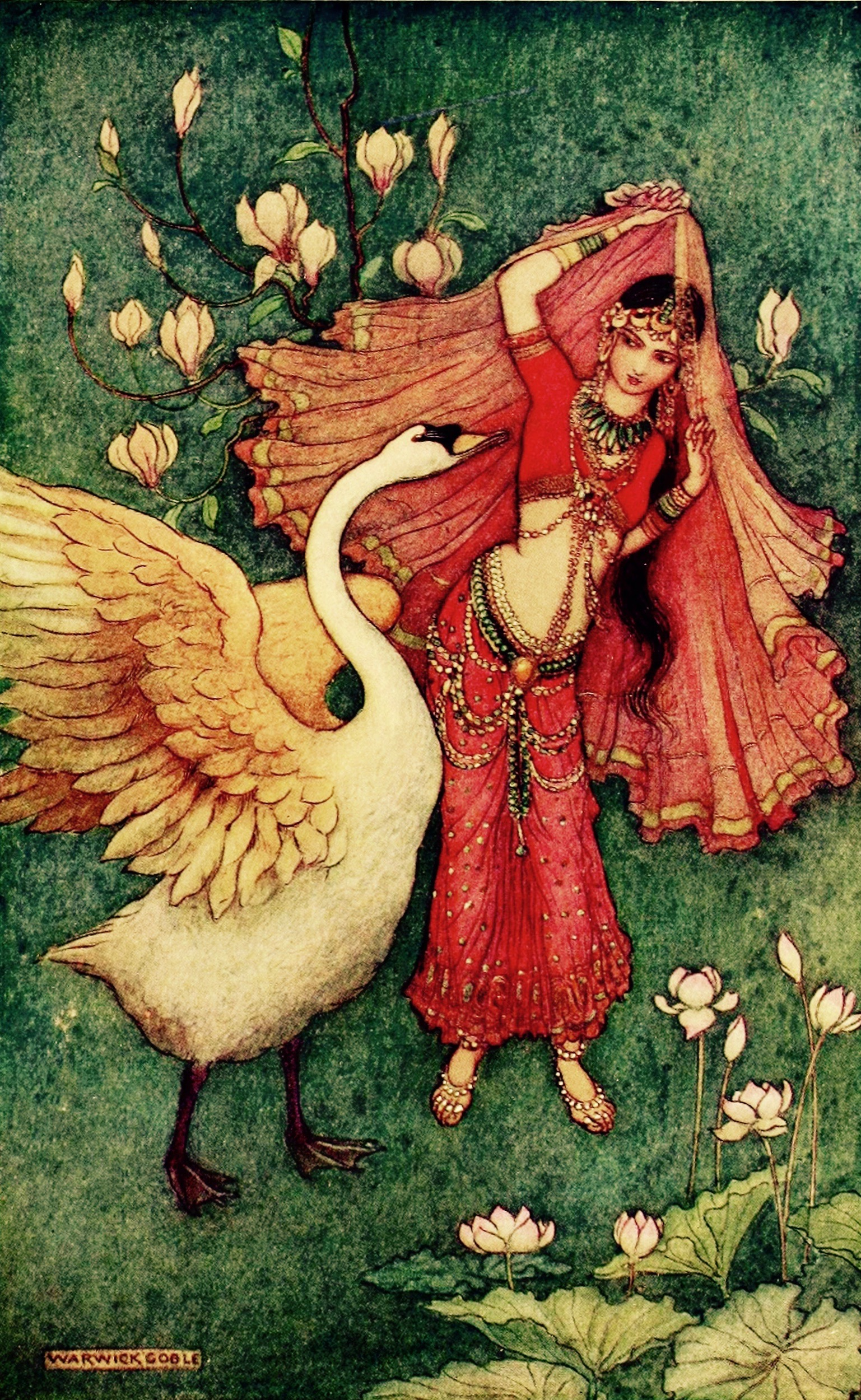
Damayanti e il Cigno messaggero.

Studiò presso la City of London School, e si formò come artista alla Westminster School of Art. Si specializzò nella rappresentazione di fiabe e scene esotiche dal Giappone, dall'India e dall'Arabia. Si occupò della Guerra dei mondi di H.G. Wells. Fornì anche illustrazioni per riviste, tra cui la Pearson's Magazine, disegnando una collezione di prime serie fantascientifiche, tra le quali molte storie scritte da Frederick Merrick White.

## Opere
Illustrazioni per opere già compiute:
- Samuel Rutherford Crockett, Lad’s Love (Bliss Sands, 1897)
- H. G. Wells, The War of The Worlds (Heinemann, 1898)
- Mrs. Molesworth, The Grim House (Nisbet, 1899)
- Alexander van Millingen, Constantinople (Black, 1906)
- Francis A. Gasquet,  The Greater Abbeys of England (Chatto, 1908)
- Jane Barlow, Irish Ways (Allen, 1909)
- Charles Kingsley, The Water Babies (MacMillan, 1909)
- Grace James, Green Willow and Other Japanese Fairy Tales (MacMillan, 1910)
- Giambattista Basile, Stories from the Pentamerone (MacMillan, 1911)
- Geoffrey Chaucer, The Modern Reader’s Chaucer (MacMillan, 1912)
- Lal Behari Day, Folk-Tales of Bengal (MacMillan, 1912)
- Dinah Craik, The Fairy Book (MacMillan, 1913)
- D. A. Mackenzie, Indian Myth and Legend (Gresham, 1913)
- Dinah Craik, John Halifax, Gentleman (OUP, 1914)
- Cornelia Sorabji, Indian Tales of The Great Ones (1916)
- J. S. Fletcher, The Cistercians in Yorkshire (SPCK, 1919)
- W. G. Stables, Young Peggy McQueen (Collins)
- Dora Owen, The Book of Fairy Poetry (Longmans, 1920)[1]
- Robert Louis Stevenson, Treasure Island (MacMillan, 1923)
- Robert Louis Stevenson, Kidnapped (MacMillan, 1925)
- Washington Irving, Tales of the Alhambra (MacMillan, 1926)
- Elinor Whitney Field, Tod of the Fens (Macmillan, 1928)

Goble contribuì a queste e ad altre pubblicazioni periodiche:
- The Boy's Own Paper
- The Captain – rivista per ragazzi
- The Illustrated London News
- Little Folks – for children
- The Minister
- The Pall Mall Gazette
- Pearson’s Magazine
- The Strand Magazine
- The Westminster Gazette
- The Wide World Magazine
- Windsor Magazine